# Detroit 1-8-7
Detroit 1-8-7 é uma série dramática americana sobre uma unidade do crime de Detroit. Possui um elenco de atores como Michael Imperioli e James McDaniel. Começou a ser exibido na ABC em 21 de setembro de 2000 e encerrada em 20 de março de 2013.

## Elenco

### Principal
- Michael Imperioli ... Det. Louis Fitch
- Natalie Martinez ... Det. Ariana Sanchez
- Jon Michael Hill ... Det. Damon Washington
- James McDaniel ... Sargento Jesse Longford
- Aisha Hinds ... Lt. Maureen Mason
- D.J. Cotrona ... Det. John Stone
- Shaun Majumder ... Det. Vikram Mahajan[1]
- Erin Cummings ... Dr. Abbey Ward

### Recorrente
- Megan Dodds ... Agente Especial Jess Harkins
- Kristina Apgar ... Riley Sullivan, Detetive Stone
- Ron Heisler ... Detetive Chuck Brown
- Tessa Thompson ... Lauren Washington
- Rochelle Aytes ... Alice Williams
- Erin Way ... Wendy Chapin-Lomeister
- Jefferson Mays ... Dr Roger Kosowski
- Vadim Imperioli ... Bobby Fitch, Detetive Fitch
- Mo McRae ... Pooch
- R. Ernie Silva ... Chito
- Tommy Flanagan ... Albert Stram

#### Não creditados
- Pennie Marie-Hawkins, Steven Hauptman e Nicholas Ritz
- Randall Bruce, Morris Lee Sullivan, Robin E. Silas e Zach Stewart
- Anne Keeble ... Lt. Mason's secretary
- Tiffany Tremblay
- Steven Schoolmeesters ... Dr. Ward
- Alicia McGill ... Repórter da WXYZ-TV

## Recepção da crítica
Detroit 1-8-7 teve recepção geralmente favorável por parte da crítica especializada. Com base de 23 avaliações profissionais, alcançou uma pontuação de 63% no Metacritic. Por votos dos usuários do site, atinge uma nota de 8.1, usada para avaliar a recepção do público.